# 佃典彦
佃 典彦（つくだ のりひこ、1964年3月25日 - ）は、日本の劇作家、演出家、俳優。愛知県名古屋市出身。名城大学商学部卒。劇団B級遊撃隊主宰。ジャパン・ミュージックエンターテインメント（イー・コンセプト）所属。

## 来歴
名城大学入学と共に演劇部の劇団「獅子」に役者として入る。2年生より脚本も書くことになり、名古屋の大学劇団で有数の動員を誇るまでになる。内定していた就職を蹴って留年し、5回生の1985年に名城大学演劇部を中心に神谷尚吾らと劇団B級爆弾を創設、1986年B級遊撃隊と改名。両親からは猛反対を受け、演劇を続ける条件として「3年後までに観客1000人動員と東京公演実現」を提示されたが、見事公約を達成し、1989年東京進出。
かつて日本劇作家協会東海支部２代目支部長を務めていた。現在も東海支部会員。
1998年に旗揚げした『長久手市文化の家』を拠点に活動する市民劇団「座☆NAGAKUTE」の講師でメイン演出家でもある。
2020年11月よりジャパン・ミュージックエンターテインメント所属。

## 受賞歴
- 1987年 第3回名古屋市文化振興賞『審判〜ホロ苦きはキャラメルの味』
- 1995年 名古屋市芸術奨励賞
- 1996年 第2回日本劇作家協会優秀新人戯曲賞『KAN-KAN』
- 1996年 第4回読売演劇大賞優秀作品賞『KAN-KAN』
- 2000年 第6回日本劇作家協会優秀新人戯曲賞『精肉工場のミスターケチャップ』
- 2001年 第5回松原英治・若尾正也記念演劇賞『満ち足りた散歩者』
- 2006年 第50回岸田國士戯曲賞『ぬけがら』
- 2006年 愛知県芸術文化選奨文化賞<個人演劇>
- 2017年 第三回俳優A賞

## 作品

### 脚本
- アドベンチャーロード「ロスト・タイム」 (1990年、NHK-FM) - ラジオドラマ原作
- 中学生日記 (2003年 - 2011年、NHK) - テレビドラマ
- ドラマW アルバイト探偵（アイ）100万人の標的 (2005年、WOWOW) - テレビドラマ（原作：大沢在昌）
- その5分前 「ラスト・ファイト」(2006年12月27日、NHK) - テレビドラマ
- スシ王子! (2007年、テレビ朝日) - テレビドラマ
- CBC開局60周年記念ラジオドラマ 還暦刑事（2011年、CBCラジオ) - ラジオドラマ
- MY HOUSE  (2012年、キングレコード、ティ・ジョイ) - 映画
- A.F.O (2014年、メ～テレ、スターキャット) - 映画
- シェッド・スキン・パパ (2016年) - 映画 （原作「ぬけがら」）
- 忘れっぽいハムレット（2024年11月9日、テレビ愛知） - テレビドラマ

### 戯曲
- 『審判～ホロ苦きはキャラメルの味～』（1987年）
- 『東京ナガレ者』（1989年）
- 『哲学都市　～肉体ゴセッタイ』tsumazuki no ishi（1995年）
- 『アトミック★ストーム最終章』流山児☆事務所（1996年）
- 『SPARKS』流山児☆事務所（1996年）
- 『おんな・三匹！』流山児☆事務所（1997年）
- 『カレー屋の女』流山児★事務所(1998年) 座☆NAGAKUTE（2002年）ココロノキンセンアワー演劇部（2012年）NAGOYAダイアモンズ（2018年）雲の劇団雨蛙（2019年）他
- 『煙の向こうのもうひとつのエントツ』流山児★事務所(1998年)
- 『完璧な一日』流山児★事務所(2000年)
- 『精肉工場のミスターケチャップ』個人企画集団＊ガマ発動期（2000年、2005年）
- 『羊の宇宙』（原作：夢枕獏）KOtoDAMA企画（2001年）舞活道　自由童子（2011年）
- 『満ち足りた散歩者』（2001年）てっぽう玉（2006年）
- 『長久手町の奇妙な話』座☆NAGAKUTE（2001年）
- 『最後から二番目の邪魔物』流山児★事務所（2002年）
- 『今日・まぼろし・在のものがたり』（2004年）
- 『サンタが田原にやってきた』
- 『コンガラ野球団』名古屋市文化振興事業団（2005年）
- 『ぬけがら』文学座（2005年、2007年、2010年）横浜未来演劇人シアター（2007年）劇団 江戸間十畳（2012年）STRAYDOG（2012年）劇団シナトラ（2016年）Nana Produce（2019年）
- 『桜姫表裏大綺譚』（2005年）（原作：鶴屋南北）
- 『無頼漢～BURAIKAN～ 』流山児★事務所（2006年）長久手市劇団 座 NAGAKUTE（2018年）
- 『明解日本語アクセント事変』堤幸彦劇団 tsutsumizoteatro（2007年）
- 『パイレーツ オブ 花山田小学校』劇団うりんこ（2007年、2013年）
- 『ミーコのSFハチャメチャ大作戦〜ベルンガ星人をやっつけろ!〜』猫田家（2007年）
- 『続・オールド・バンチ～復讐のヒットパレード』流山児★事務所（2007年）
- 『メリーさんの柩』横浜未来演劇人シアター（2008年）
- 『お顔』桃園会（2008年）
- 『素。』キバコの会（2009年）
- 『その穴・・・』シアタームーン2（2009年）
- 『4の話』FRAMEPLOTS（2009年）
- 『標的家族！』流山児★事務所（2010年）
- 『ランディーおじさん』個人企画集団＊ガマ発動期（2010年）
- 『出現!ラクダ大サーカス団!』劇団うりんこ（2010年）
- 『ほろほろと、海賊』流山児★事務所（2010年）
- 『モモ』（原作：ミヒャエル・エンデ）劇団うりんこ（2011年）
- もじゃもじゃ頭とへらへら眼鏡（2011年）
- 『オールド・バンチ～男たちの挽歌・完結編～』流山児★事務所（2011年）
- 『楽塾版もーれつア太郎『宇宙大戦争の巻』（原作：赤塚不二夫）流山児★事務所（2011年）
- 『内はホラホラ外はスブスブ』劇団レクラム舎（2011年）
- 愛しき愛しき平成の女たち　つぶやく女篇「出さない女」「出せない女」アモーレカンパニー（2011年）
- 『ぼくは王さま～王さま★めいたんてい』日生劇場（2011年、2016年）
- 『はなほう』ヤスコ☆會（2011年）
- 『南の丘の大きな切りかぶ』演劇人 冒険舎（2012年）
- 『怪談』（原作：小泉八雲）人形劇団ひとみ座（2012年）
- 『ギターを待ちながら』キバコの会（2012年）
- 『タネも仕掛けも』文学座（2012年）
- 『PK』劇団子子孫孫（2013年）
- 『ぼくはにんじゃのあやし丸』（原作：廣瀨寿子）劇団うりんこ（2013年）
- 『アトミック☆ストーム 明るい僕らの未来編』流山児★事務所（2013年）
- 『プラモラル』公益社団法人日本劇団協議会（2013年）
- 『戦国クリスマス』劇団うりんこ（2013年）
- 『壁あまた、砂男』劇団わらく（2014年）
- 『青い屋根の館』FRANK AGE company（2014年）
- 『弥次さん喜多さんトンちんカン珍道中』人形劇団ひとみ座（2015年）
- 『(仮)の事情』アンファン・テリブル（前川麻子）（2015年）
- 『明日から来た男』個人企画集団＊ガマ発動期（2016年）
- 『まぁ なんてまん丸いお月様なんだろう』A.I.Yプランニング（2016年）めしやプロジェクト（2021年）
- 『ともだちや-あいつもともだち-』劇団うりんこ（2016年、2020年）
- 『仮想定規―序の章―』仮想定規（2016年）
- 『すももももももモモのうち』流山児★事務所（2017年）
- 『どんどろ』Nana Produce（2017年）
- 『あの星のモグラ』龍昇企画（2017年）
- 『フランドン農学校の豚～注文の多いオマケ付き』(原作：宮沢賢治) / 座・高円寺（2017年、2020年）文学座（2019年）
- 『ハマの弥太っぺ 』（原作：長谷川伸）Theater 045 syndicate（2018年）
- 『ヨコハマ箪笥事情 』Theater 045 syndicate（2018年）
- 『亀と観覧車』（原作：樋口有介）小宮孝泰プロデュース8（2018年）
- 『真空家族』Nana Produce（2018年）
- 『コインランドリー』劇団子子孫孫（2018年）シアタームーン（2019年）
- 『一銭陶貨〜七億分の一の奇跡〜』文学座（2019年、2021年、2022年）
- 『ヨコハマ・ヤタロウ～望郷篇～』Theater 045 syndicate（2019年、2021年）
- 『ニンゲン畜生奇譚』グンジョーブタイ（2020年）
- 『縁-YUKARI-』小宮孝泰プロデュース9（2021年）
- 『続・まるは食堂』Nana Produce（2021年）
- 『ぱびりおんさん』万博設計（2021年）劇団清水企画（2021年）
- 『スマイル』虎金劇倶楽部（2022年）

ほか
※下記劇団B級遊撃隊作品も参照

## 出演

### 舞台
- 劇団B級遊撃隊作品、※では佃は出演していない
  - 第１回公演『星降る夜のトライアスロン』（1986年）
  - 第２回公演『天地天動～富士はニッポンいちのヤマ！』（1987年）
  - 第３回公演『大脱出』（1987年）
  - 第４回公演『MAD/ONNA~待つための条件反射』※
  - 第５回公演『Doubt』（1988年）
  - 第６回公演『Peace Boat～メカゴジラ☆シンドローム～』（1988年）
  - 第７回公演『Memorial jap』（1989年）
  - 第８回公演『漂流寓話～待つとしきかば今かえりこん～』（1989年）
  - 第９回公演『Peace Boat～メカゴジラ☆シンドローム～』（1989年）
  - 第10回公演『GUZU』（1989年）
  - 第11回公演『Doubt～大ウソ八百八町の野郎共のために～』（1990年）
  - 第12回公演『佃典彦プロデュース公演『人間の証明』』
  - 第13回公演『3A』（1991年）※
  - 第14回公演『SUNDAY』（1991年）
  - 第15回公演『マシンガンのSABU』（1991年）
  - 第16回公演『阿呆どもの徒党』（1992年）
  - 第17回公演『インド人はブロンクスへ行きたがっている』
  - 第18回公演『コックと窓ふきとねこのいない時間』（1993年）
  - 第19回公演『B級遊撃隊with公演『水槽の中のアルマジロ』
  - 第20回公演『TOTOからの電話』（1994年）
  - 第21回公演『恐ろしく晴れた夏の12時』（1995年）
  - 第22回公演『KAN-KAN男』（1995年）
  - 第23回公演『土管』（1996年）
  - 第24回公演『極楽鳥には足がない』（1996年）
  - 第25回公演『1997年版　人間の証明』（1997年）
  - 第26回公演『ヨーゼフという名前の亀』（1997年）
  - 第27回公演『土管』（1998年）
  - 第28回公演『門番と黄色い天使』（1998年）
  - 第29回公演『大改訂版KAN-KAN男』（1998年）
  - 第30回公演『ある朝、10時ごろ』（1999年）　
  - 第31回公演『健康な男』（1999年）
  - 第32回公演『満ち足りた散歩者』（2000年）
  - 第33回公演『サンドイッチと半魚人』（2000年）
  - 第34回公演『アルケオプテリクスの卵』（2001年）
  - 第35回公演『ヨ－ゼフという名前の亀　2002稿』（2002年）
  - 第36回公演『ミノタウロスの悪夢』（2002年）
  - 第37回公演『消しゴム』（2002年）
  - 第38回公演『どんどろ』（2003年）
  - 第39回公演『Ｓの背骨』（2004年）
  - 第40回公演『真・似・禁』（2004年）
  - 第41回公演『破滅への二時間、又は私達は如何にして「博士の異常な愛情」を愛するようになったか』（2005年）
  - 第42回公演『ピンクの象と五人の紳士』（2005年）
  - 第43回公演『プラモラル』（2006年）
  - 第44回公演『青空プリズン』（2006年）
  - 第45回公演『365』（2007年）
  - 第46回公演『月夜に吠えるのは狼だけじゃないだろう』（2008年）
  - 第47回公演『ガードマンの恋～怪談　牡丹燈籠より想起編曲～』（2008年）
  - 第48回公演『夜明けの奥地』（2009年）
  - 第49回公演『カレー屋の女～Ｂ級改訂版～』（2010年）
  - 第50回公演『戦場のピクニック～挟み込み弊録「祈り」～』（2010年）
  - 第51回公演『祭－ｻｲ－』（2011年）
  - 第52回公演『土管2011』（2011年）
  - 第53回公演『さらば、行きずりの人よ』（2012年）
  - 第5期研究生公演『かぜごっこ』（2013年）
  - 第54回公演『満月ドリル』（2013年）
  - 第55回公演『ぬけがら』（2014年）
  - 第56回公演『朝顔』（2014年）
  - 第57回公演『間抜けのから』（2015年）
  - 第58回公演『満ち足りた散歩者』（2016年）
  - 第59回公演『不都合な王子』（2017年）
  - チェーホフ×佃典彦『プロポーズ』佃組（2018年）

- 外部出演作
  - 星屑の会
    - 『クレイジーホスト』（1997年）
    - 『クレイジーホストリターン』（2001年）

  - 流山児★事務所
    - 『tatsuya～最愛なる者の側へ～』（1994年）
    - 『ダフネの嵐』（1996年、1997年）
    - 『書を捨てよ、町へ出よう 花札伝綺』（2001年）
    - 『さらば、豚』(2012年)
    - 『だいこん～珍奇なゴドー』（2017年）

  - 寺十佃企画『ニールトーキツ』（2001年）
  - 愛知県文化振興事業団『アナトミア』(2003年)
  - 劇団うりんこ『弟の戦争』(2004年)
  - Theater 045 syndicate『12匹』（2014年）
  - 西爪糖
    - 『じゃのめ』（2014年）
    - 『うみ』（2016年）

  - 愛知県文化振興事業団プロデュース第3回ＡＡＦ戯曲賞優秀賞受賞作『アナトミア』（2003年）
  - 長久手町文化の家『はだか道』（2010年）
  - エス・エー企画『ある男、ある夏』（2015年）
  - 日本劇作家協会東海支部 劇闘 ゲキトウ～短編芝居の東西戦!～（2016年）
  - 劇団「放電家族」机上の空襲（2018年）
  - 名古屋市芸術創造センター演劇アカデミー修了公演「科学する探偵～名古屋から乱歩を支えた作家・小酒井不木の生涯～」（2018年）
  - TBS 朗読劇「半沢直樹」（2020年）
  - 今日もミルクがこぼれそう『バイバイリバティ・レチタティーヴォ』（2020年）
  - リーディングアクト『六人の嘘つきな大学生』（2022年）- 鴻上達章 役[9]
  - 名古屋をどりNEO傾奇者（第74回 名古屋をどり）（2023年10月15日 - 16日、名古屋市公会堂） - 後の喜八（リーディング）
  - なないろ満月 vol.3『ハイツブリが飛ぶのを』（2023年10月4日 - 9日、テアトルBONBON）[10]
  - TOKAI RADIO PRODUCE 舞台『パコ〜from ガマ王子vsザリガニ魔人』（2025年2月22日 - 24日、メニコン シアターAoi） - 大貫[11]

- 演出作
  - 長久手市劇団 座☆NAGAKUTE
    - 『死神お七』（2002年）
    - 『ある夜の、デンエモン』（2003年）
    - 『雪ふる里』（2003年）
    - 『羊の宇宙』（2004年）
    - 『神代商店街物語～高杉ふとん店編～』（2004年）
    - 『楽屋』（2005年）
    - 『ねこ・こんさるたんと』（2006年）
    - 『みがわり座禅』（2006年）
    - 『頭ならびに腹』（2007年）
    - 『赤いろうそくと人魚』（2007年）
    - 『天狼騎士団』（2008年）
    - 『遠い野ばらの村』（2008年）
    - 『物怪東西掩蔵噺』（2009年）
    - 『クラブ・オブ・アリス』（2010年）
    - 『ほろほろと、海賊』（2011年）
    - 『ゲゲゲのげ-逢魔が時に揺れるブランコ』（2012年）
    - 『あっ！みっどさま～ないつどり～む』（2013年）
    - 『ねぼすけさん』（2014年）
    - リーディング公演『景行天皇とヤマトタケル』（2014年）
    - 『音楽劇　夜と星と風の物語～「星の王子さま」より』（2015年）
    - 『MOON』（2016年）
    - 『アゲイン　-怪人二十面相の優しい夜- 』（2017年）
    - 『ボクはヒロイン』（2019年）
    - 『アトムからの伝言』（2021年）
    - 『モモ』（2022年）

  - 日本劇作家協会 劇王II「花の命は短くて」(2004)
  - プレジャーB 演劇Boo『ねぼすけさん』（2013年）
  - 第13回しみん劇『決定版　十一ぴきのネコ』（2018年）
  - オフィスコットーネ『ブカブカジョーシブカジョーシ』（2020年）
  - 全国シニア演劇大会 in Tokyo 劇団うめはる ミニ公演「卒塔婆小町・葵上」（2021年）

　　ほか

### 映画
- MY HOUSE  (2012年、キングレコード、ティ・ジョイ)
- A.F.O (2014年、メ～テレ、スターキャット) - 大脇教授 役
- 鈴木さん（2022年2月4日、Incline）- 鈴木さん 役[12]

### テレビドラマ
- 君の名は（1991年、NHK）
- 銀色の風（1994年頃、中京テレビ）
- 湯の町行進曲（1994年、NHK総合）- 透 役
- オグリの子（1998年8月、NHK総合）
- ドラマ愛の詩 どっちがどっち!（2002年、NHK Eテレ） - 香取先生 役
- 中学生日記（2003年 - 2011年、NHK Eテレ）※不定期出演
- 加藤家へいらっしゃい! 〜名古屋嬢っ〜（2004年、名古屋テレビ）- 弁護士 役
- オーダーメイド〜幸せ色の紳士服店〜（2004年、NHK）
- 七色のおばんざい（2005年、NHK）
- 勉強していたい!（2007年、NHK）辻本博 役
- おかげ様で!（2010年9月18日、中部日本放送）
- 家で死ぬということ（2012年2月25日、NHK名古屋放送局）
- よる★ドラ 恋するハエ女 第4話（2012年11月27日、NHK総合） - ヒカル 役
- 太陽の罠 (2013年、NHK)
- 金とくスペシャル 名古屋発!生放送ドラマ「喜劇 娘が嫁ぐ日」（2014年5月9日） - 柴田さん 役
- 妻たちの新幹線  (2014年10月25日、NHK) - 三木忠直 役
- ドラマ10 全力離婚相談 第3話（2015年1月20日、NHK総合） - ゆりこママ 役
- スペシャルドラマ 経世済民の男 第三部「鬼と呼ばれた男〜松永安左エ門」（2015年9月19日、NHK名古屋） - 小室恒夫 役
- 愛おしくて (2016年、NHK)
- ラジカセ（2016年12月21日、NHK BSプレミアム）
- お母さん、娘をやめていいですか?（2017年、NHK） ‐ 村主栄三 役
- 名駅1丁目1番1号 〜人と、幸せを、つなぐ場所。〜（2017年5月13日、中京テレビ） - 岩井 誠 役
- 1942年のプレイボール（2017年8月12日、NHK総合） - 石本秀一 役
- トクサツガガガ 第5話（2019年2月15日、NHK総合） - 海の家主人 役
- 愛知発地域ドラマ「黄色い煉瓦〜フランク・ロイド・ライトを騙した男〜」（2019年11月27日、NHK BSプレミアム、NHK名古屋放送局）
- ハムラアキラ〜世界で最も不運な探偵〜 第6話（2020年2月28日、NHK総合）- 管理人 役
- 半沢直樹（2020年8月9日、TBS） - 曽根崎雄也 役
- 監察医 朝顔 第2シリーズ 最終話（2021年3月22日、フジテレビ） - 宇賀神友則 役[13]
- 警視庁・捜査一課長 season5 第2話（2021年4月22日、テレビ朝日） - 丹下弥一 役
- 今ここにある危機とぼくの好感度について第1話（2021年4月24日、 NHK）- 大学教授　役
- おかえりモネ （2021年、 NHK）- 小山繁樹　役[14]
- DCU（2022年1月16日 - 3月20日、TBS）- 佐久間雄二　役[15]
- 金田一少年の事件簿 第2話・第3話（2022年5月8日・15日、日本テレビ） - 影尾風彦 役[16][17]
- Re:リベンジ-欲望の果てに- 第5話（2024年5月9日、フジテレビ） - 宮城誠 役[18]

### 配信
- 朗読劇「半沢直樹」「おかしな二人の殺人事件」（2020年、Paravi）

### バラエティ
- こんなん買ったわ オオトリ家の人々（2020年10月25日 - 、CBCテレビ） - 鳳陽生 役[19]
- アウト×デラックス（2021年2月11日、フジテレビ）

### ラジオ
- 小堀勝啓のわ!Wide とにかく今夜がパラダイス（CBCラジオ）
- FMシアター『いよう!』（NHK FM）

### CM
- ミイダス株式会社 パーソルキャリア「ミイダス」（2022年8月1日 - ）[20]

## 著書
- 土管 （ヨーゼフという名前の亀）論創社 1998.8
- Kan-kan男 （カレー屋の女）吉夏社 2000.3
- ぬけがら 白水社 2006.4